# Ganesh
Pour les articles homonymes, voir Ganesh (homonymie).
Dans l’hindouisme, Ganesh  (IAST : Gaṇeśa), également appelé Vinâyaka("sans chef"), Gaṇapati (« le chef [Pati] des troupes de divinités [Ganas] » ou mieux « le seigneur des catégories ») ou Pillayar dans le sud de l’Inde, est le dieu qui supprime les obstacles. Il est aussi le dieu de la sagesse, de l’intelligence, de l’éducation et de la prudence, le patron des écoles et des travailleurs du savoir. Reconnaissable à sa tête d'éléphant, il est sans doute le dieu le plus vénéré en Inde, et son aura touche tout le sous-continent indien et l'Asie en général. Il est le fils de Shiva et Pârvatî, l’époux de Siddhi (le Succès), Buddhi (l'Intellect) et Riddhî (la Richesse).
Le nom japonais de Ganesh est Shōten (聖天) ou encore Kangiten (歓喜天), le bouddhisme japonais le considère comme une manifestation de Shō Kannon Bosatsu (聖観音菩薩). En japonais, le kanji 天 est utilisé comme équivalent de l'hindou Deva.

## Représentation oumûrti
Il est traditionnellement représenté avec un gros corps d'enfant de couleur rouge possédant le plus souvent quatre bras et une tête d’éléphant à une seule défense. Son vâhana (ou véhicule) est un rat ou une souris : Mûshika. Ce dernier symbolise parfois le dieu à lui seul, comme peut le faire le taureau blanc Nandi pour son père Shiva. Les deux se complètent : l’éléphant, massif, puissant et réfléchi, et le rat, petit, mobile et malicieux, ont ainsi tous les atouts nécessaires pour résoudre les problèmes du monde.
Les attributs les plus fréquents de Ganesh sont :
- La hache (parashu), arme classique de Shiva, qui détruit désir et attachement et donc supprime agitation et chagrin.
- Le nœud coulant (pasha) qui sert à capturer l’erreur.
- L’aiguillon à éléphant (en) (ankusha), qui est symbole de sa maîtrise sur le monde.
- La défense cassée connaît plusieurs interprétations. Un mythe raconte que Ganesh l’utilisa pour écrire les Veda ou le Mahābhārata sous la dictée de Vyâsa[3]. C’est la raison pour laquelle on appelle aussi Ganesh Ekadanta (de eka, une, et danta, dent), celui qui n’a qu’une défense. Une autre interprétation veut qu'un jour, Parashurama, un avatar de Vishnu, alla rendre visite à Shiva. Sur le chemin, il fut intercepté par Ganesh. Parashurama se précipita sur Ganesh à l'aide de sa hache. Ganesh, sachant que la hache avait été donnée par Shiva (son père), se laissa frapper et perdit ainsi sa défense.
- On dit aussi que pour pouvoir écrire les textes sacrés (Veda, etc.), il se cassa lui-même une défense, et écrivit avec son propre sang.
- La mâlâ, une guirlande ou un chapelet comportant 50 éléments, les 50 lettres de l’alphabet sanskrit[à vérifier]
- Le gâteau (modaka) ou le bol de friandises (modaka-patra), la douceur qui récompense le chercheur de vérité (durant les cérémonies religieuses, ces friandises (Ladu) sont les offrandes des fidèles, lesquelles seront partagées et consommées à l'issue de la célébration).

Dans le sud de l’Inde et au Sri Lanka, Ganesh tient parfois un fruit dans sa main, une mangue ou un citron. On connaît, particulièrement au Népal, des représentations de Ganesh à plus de quatre bras et plus d’une tête, souvent reliées au tantrisme.
Ganesh est le plus souvent assis, sur un trône de lotus, une jambe repliée, l'autre jambe pendante, dans une posture décontractée. Mais il peut être représenté dansant : son père Shiva est en effet Nataraja, le roi de la danse. On le trouve aussi parfois allongé sur un sofa, un livre ouvert devant lui et il écrit une histoire.

## Symbolisme
Ganesh est un des symboles de l’union entre le macrocosme et le microcosme, le divin et l'humain. Cette symbolique se retrouve dans les tailles respectives de Ganesh, l’éléphant, le plus grand animal terrestre, et son vâhana, le rat, un très petit mammifère.
Dans sa représentation, la partie inférieure est la partie humaine et la partie supérieure, la tête, est la partie éléphantine et divine. Il est un homme mais son esprit est à l’image du cosmos, il peut donc, par la puissance de la pensée, écarter les obstacles de l’ignorance et comprendre la nature de l’univers. Il porte parfois un cobra royal en cordon ou sous forme de ceinture ou posé sur la tête, en symbole de protection.
Le collier de Ganesh est fait d'un chapelet comportant 50 éléments, les 50 lettres de l’alphabet sanskrit[à vérifier] et cette représentation orne Ganesh de l'outil des phonèmes.
Il est l'un des dieux les plus sacrés, toujours invoqué au début de chaque cérémonie hindoue.

## Genèse

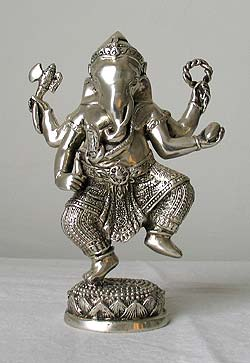
Ganesh dansant.

Les histoires qui expliquent comment Ganesh obtient sa tête sont nombreuses et diverses. Souvent dérivées du Shiva Purâna, elles racontent que Shiva, rentrant d’une longue période de méditation dans l’Himalaya, trouva un jeune homme barrant la porte de sa maison pour l’empêcher d’entrer tandis que Pârvatî prenait son bain. Ce garçon était le fils que la déesse avait conçu elle-même, au moyen de la poussière et des onguents raclés sur sa peau, pour lui tenir compagnie durant sa solitude. Furieux de se voir interdire l’entrée de sa maison, Shiva sortit son épée et coupa la tête du garçon qui roula au loin et devint introuvable.
S’apercevant de cela, Pârvatî lui raconta toute l’histoire et, inconsolable, exigea qu’il redonne vie à son fils sur-le-champ. Shiva promit de remplacer la tête par celle de la première créature, plus exactement par la tête du premier « enfant » qui se présenterait à lui, hors de la vue de sa mère. Le premier être rencontré correspondant à cette description fut un éléphanteau dont la mère dormait en lui tournant le dos… Par cet acte, et bien que Ganesh ait été conçu sans lui, Shiva assume sa paternité. Cet épisode aurait, selon certains, une symbolique très précise : le fait qu'il faut « trancher la tête » pour accéder à l'éternité, c'est-à-dire que l'ego doit « se retirer » pour faire place à une conscience plus élevée,.
Selon une légende tamoule de Kânchîpuram, la tête d’éléphant serait due au fait que lors des ébats ayant conduit à la conception de l’enfant divin, Shiva et Uma (nom tamoul de Pârvatî) avaient adopté la forme d’un couple d’éléphants.
Dans une autre histoire, Pârvatî présenta leur fils à Shiva qui ouvrit son troisième œil et transforma sa tête en cendres. Pârvatî demanda alors de remplacer cette tête et, comme un éléphant vint à passer…
Pour ce qui est de la défense cassée, on raconte qu’une nuit Ganesh tomba de son rat et se cassa une défense. En voyant cela la lune éclata de rire. Ganesh lui lança alors la défense brisée, et depuis ce jour lors des processions en l’honneur de Ganesh on évite de regarder la lune.
D'autres versions rapportent que la tête d'éléphant substituée à celle de l'enfant avait déjà une défense brisée.

## Autres noms de Ganesh

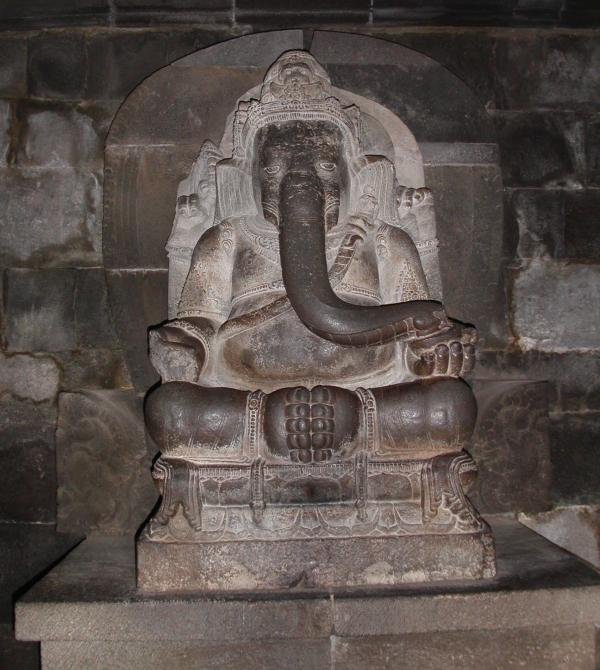
Statue de Ganesha dans le temple de Prambanan, Java, Indonésie.

Ganesh porte un grand nombre d’autres noms :
- Ganapati : le chef des Ganas ;
- Vinâyaka : le meilleur des guides ;
- Gajânana : face d’éléphant ;
- Gajâdhipa: le roi des éléphants ;
- Vighneshvara : le maître des obstacles ;
- Vighnahartā : celui qui évite et écarte les obstacles.

Les 12 noms en sanskrit les plus souvent utilisés pour les prières courtes sont :
Sumukha : celui qui a un beau visage ; Ekadanta : celui qui n'a qu'une seule défense ; Kapila : celui qui est rouge foncé ; Gajakarnaka : celui qui a des oreilles d'éléphant ; Lambodara : celui qui a un ventre proéminent ; Vikata : celui qui est imposant ; Vighnanasha : le destructeur des obstacles ; Ganadhipa : le maître des Ganas (des serviteurs de Shiva) ; Dhumraketu : celui dont la bannière est grise ; Ganadhyaksha : le chef des Ganas ; Bhalachandra : celui qui porte la lune sur son front ; Gajânana : celui qui a une tête d'éléphant.

## Fêtes

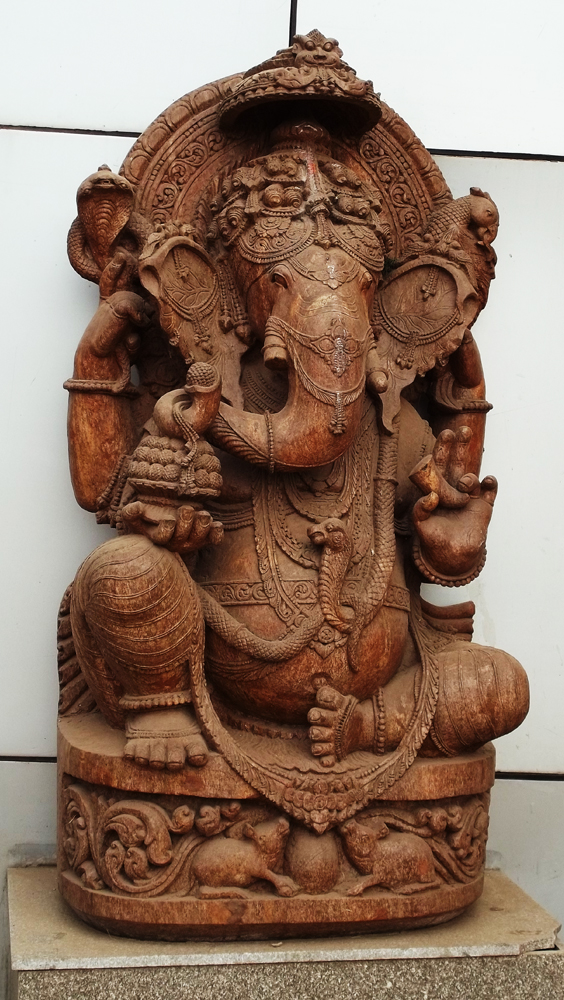
Sculpture de Ganesh, à Bhubaneshwar.

Le Maharashtra (un État de l'ouest de l'Inde) connaît une célébration importante du dieu, durant 10 jours et commençant au Ganesh Chaturthi. La fête, dans sa configuration actuelle, a été promue par Bal Gangadhar Tilak dans le but d’exalter le sentiment nationaliste lorsque l’Inde était sous le joug anglais. La fête est très populaire et culmine le jour d’Anant Chaturdashi (en) quand les mûrtis (icônes) du dieu sont immergés dans l’eau, ce qui, à Bombay, se fait dans la mer d'Arabie, et à Pune, dans la rivière Mula-Mutha.

## Ganesh dans le monde
En Indonésie, Ganesh est entre autres le symbole de l'Institut technologique de Bandung, la plus grande école d'ingénieurs du pays, située à Bandung dans l'ouest de Java.
Au Japon, introduit par le bouddhisme ésotérique shingon sous le nom de Kanguiten ou shoten sama (le dieu de la joie), il est représenté par un couple d'éléphants andromorphes enlacés.
Il fait l'objet de rituels secrets visant à accroître la joie et l'harmonie.
Au Canada, le Musée des religions du monde, unique musée d'Amérique à parler des cinq grandes religions, a nommé sa boutique « La voûte de Ganesh ».
À Paris le Temple « Sri Manicka Vinayakar Alayam » où l'on prie Srî Ganesha a été créé en 1985 puis déplacé et agrandi en mars 2010. Il est situé à la limite des XVIIIe et Xe arrondissement, un espace fréquenté et investi par une importante communauté tamoule. Le culte de Ganesha donne lieu, fin août début septembre à une imposante procession annuelle dans le quartier. Ganesha est aussi prié dans les Yvelines, dans la ville de Saint-Cyr-l’École[réf. nécessaire].
Le jeu vidéo  Uncharted: The Lost Legacy tourne autour de la quête de la défense brisée de Ganesh, artéfact décrit dans le jeu comme étant le plus sacré de tout l'Inde.

### Galerie

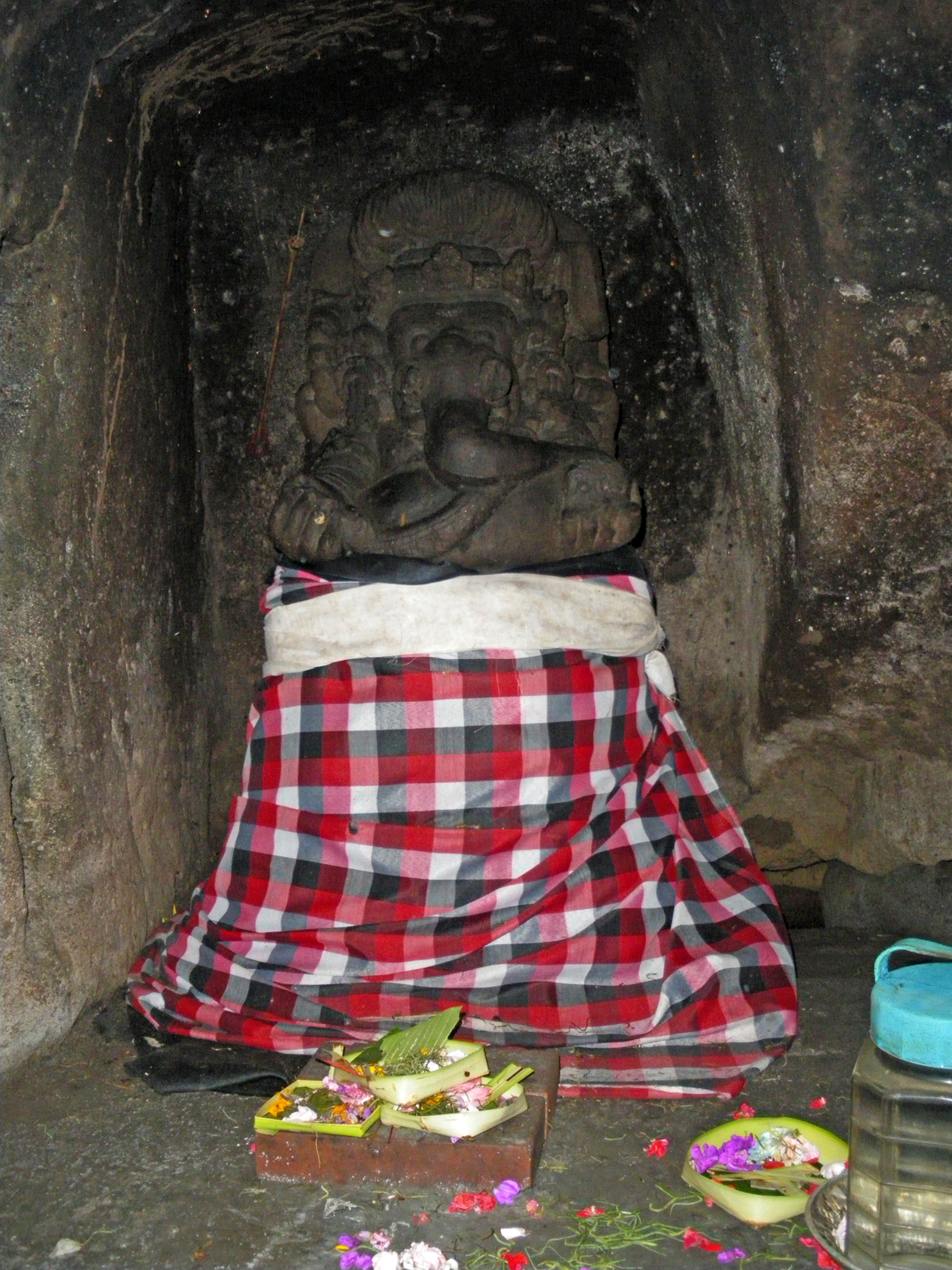
Ganesh au temple de Goa Gajah (Bali) : des offrandes sont posées au pied de la statue.
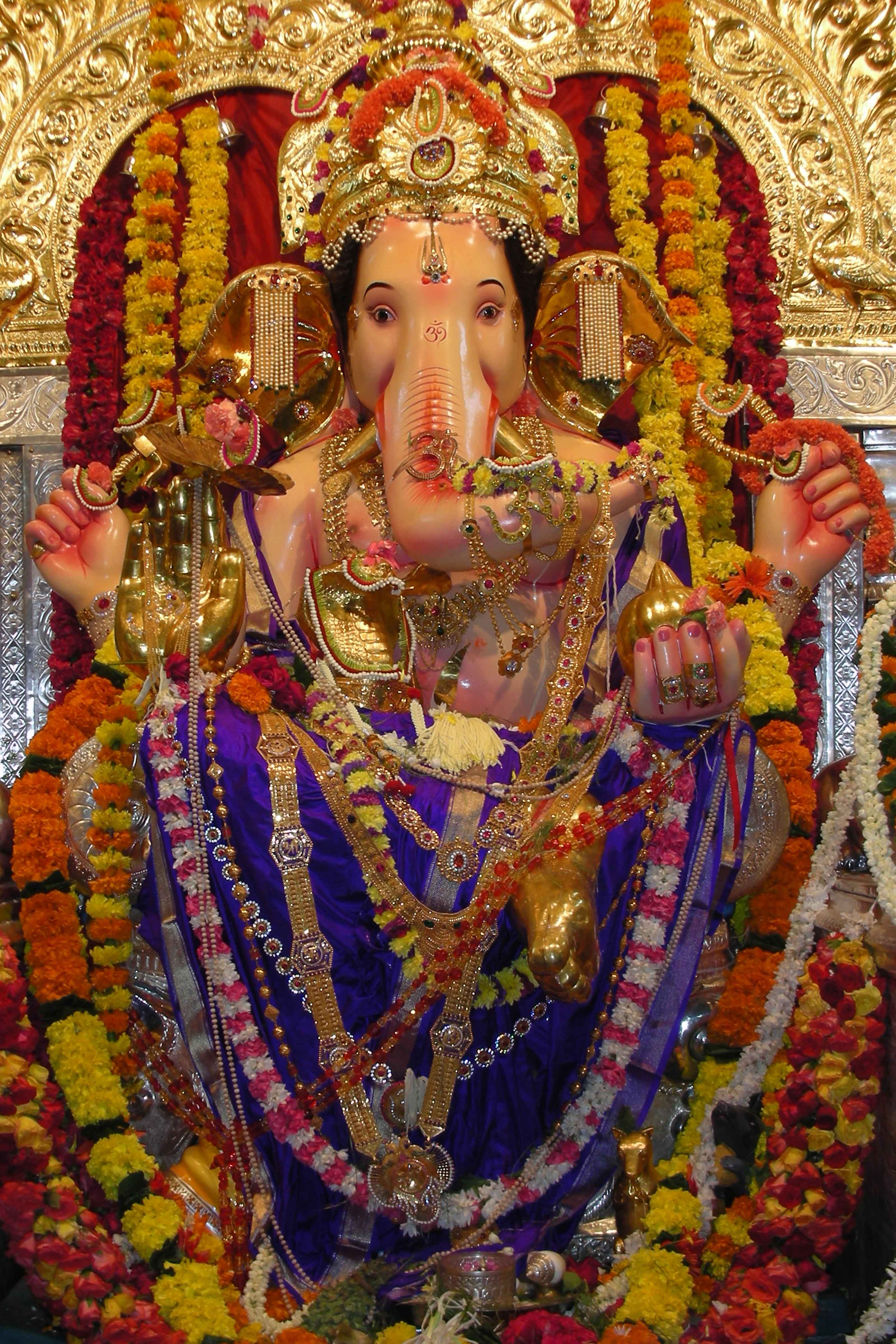
Murti de Ganpati au temple GSB Seva Mandal (temple concanais) à Bombay.
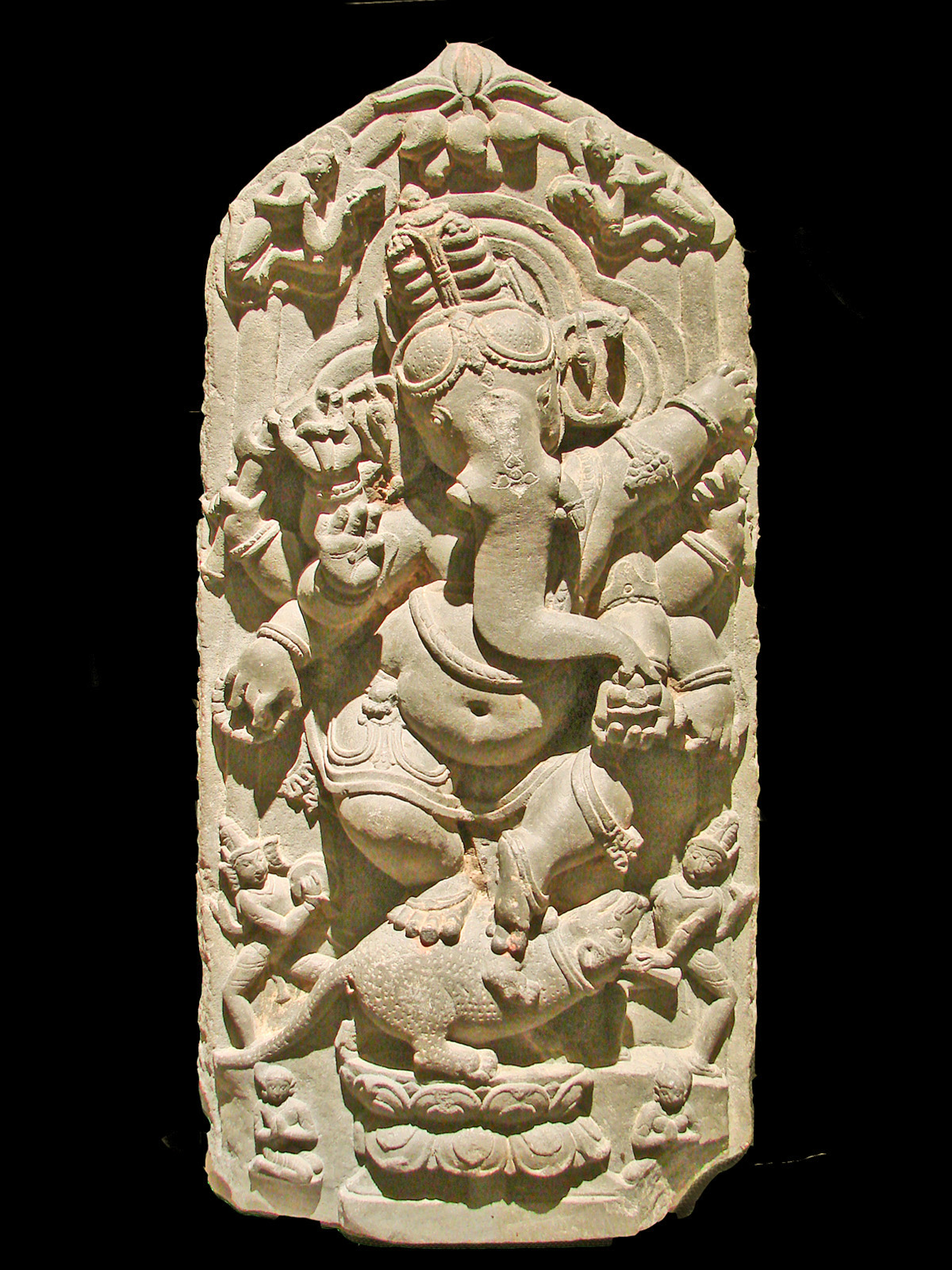
Ganesh dansant sur une souris, Bengale, XIe siècle, Musée d'art asiatique de Berlin.
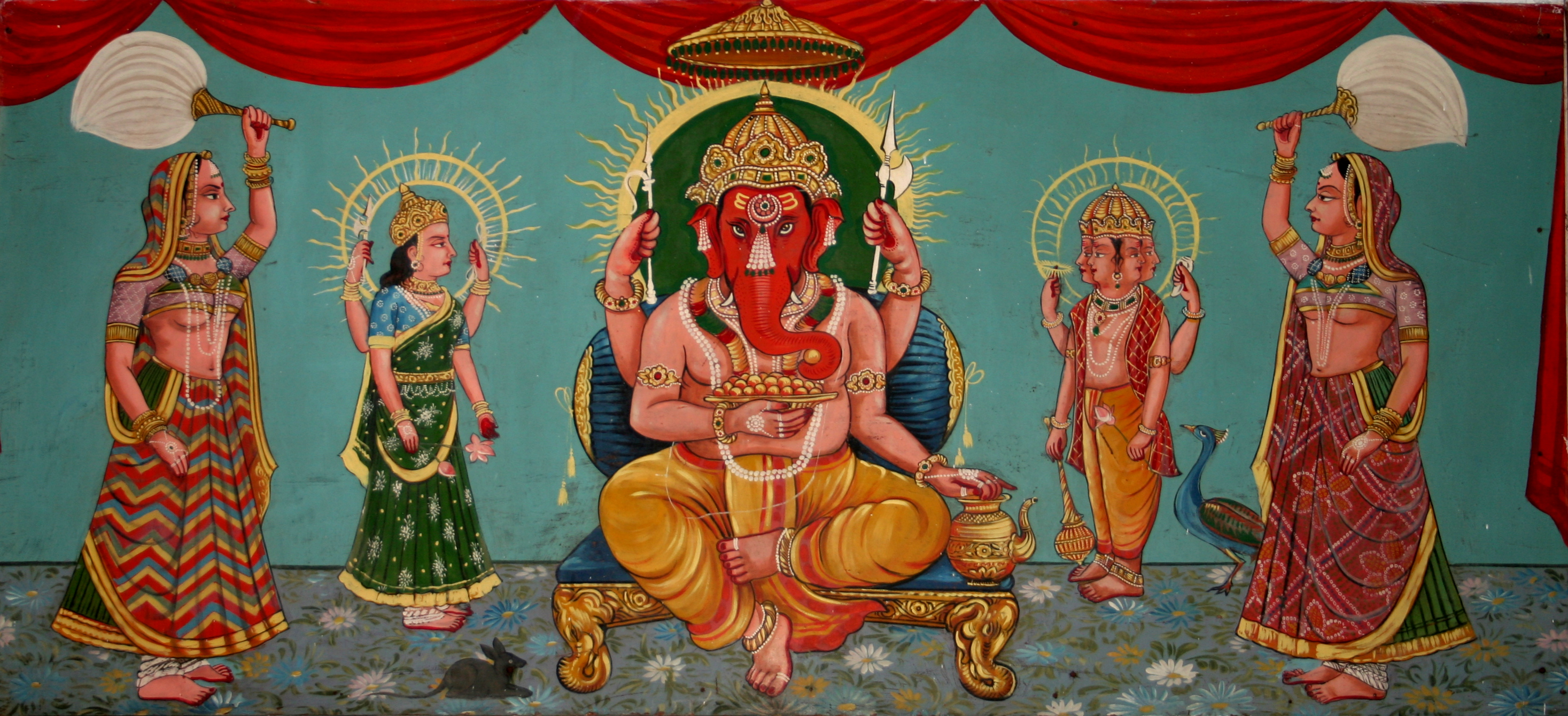
Ganesh au centre d'une peinture de style râjpoute, Bharatiya Lok Kala Museum, Udaipur.
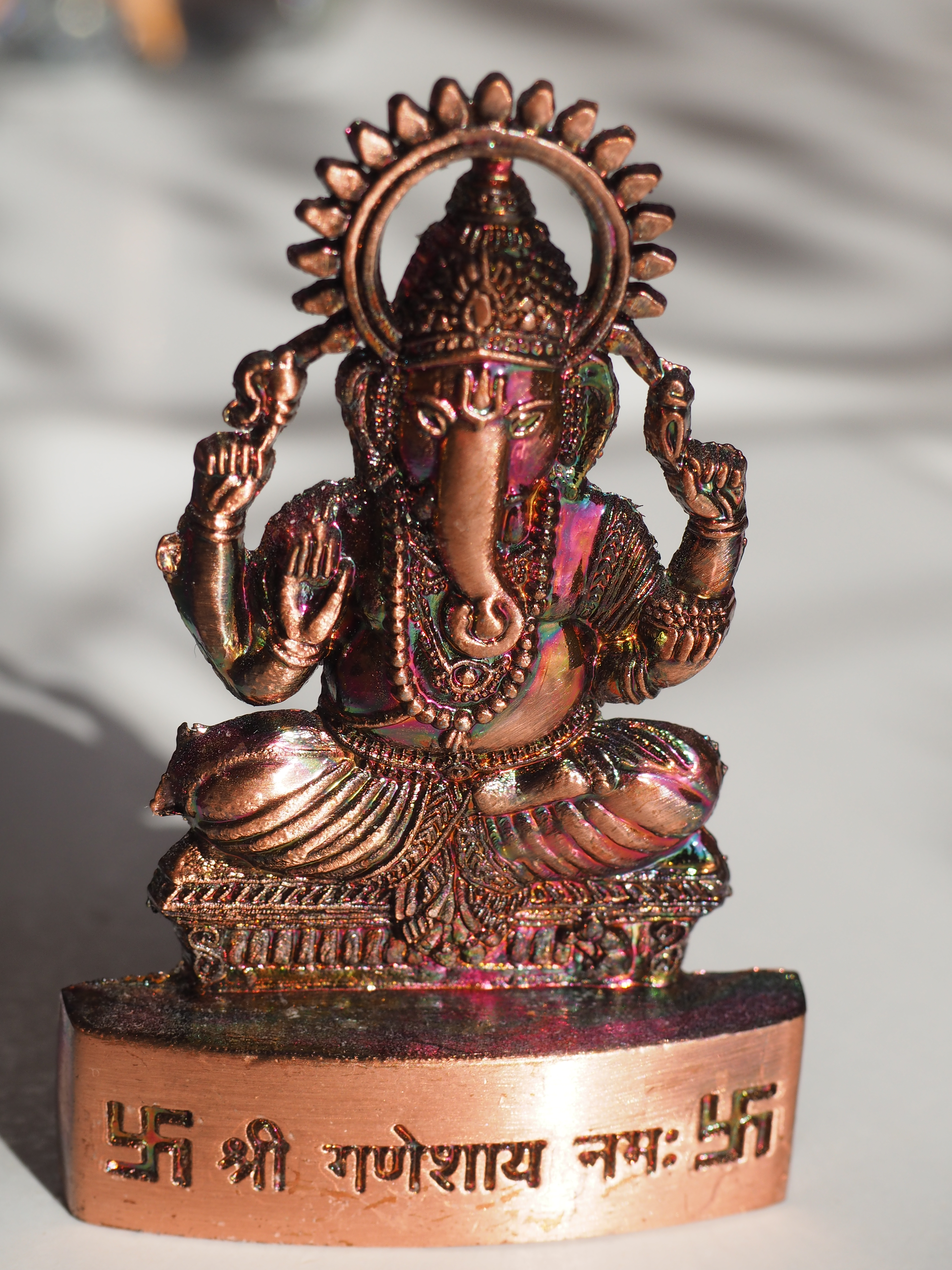
Statuette hindoue du dieu Ganesh avec svastika.
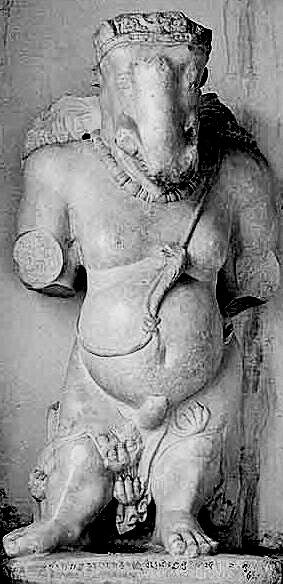
Le Ganesh de Gardêz, Afghanistan, VIIe siècle et VIIIe siècle, consacré par le roi turk shahi Khingila.
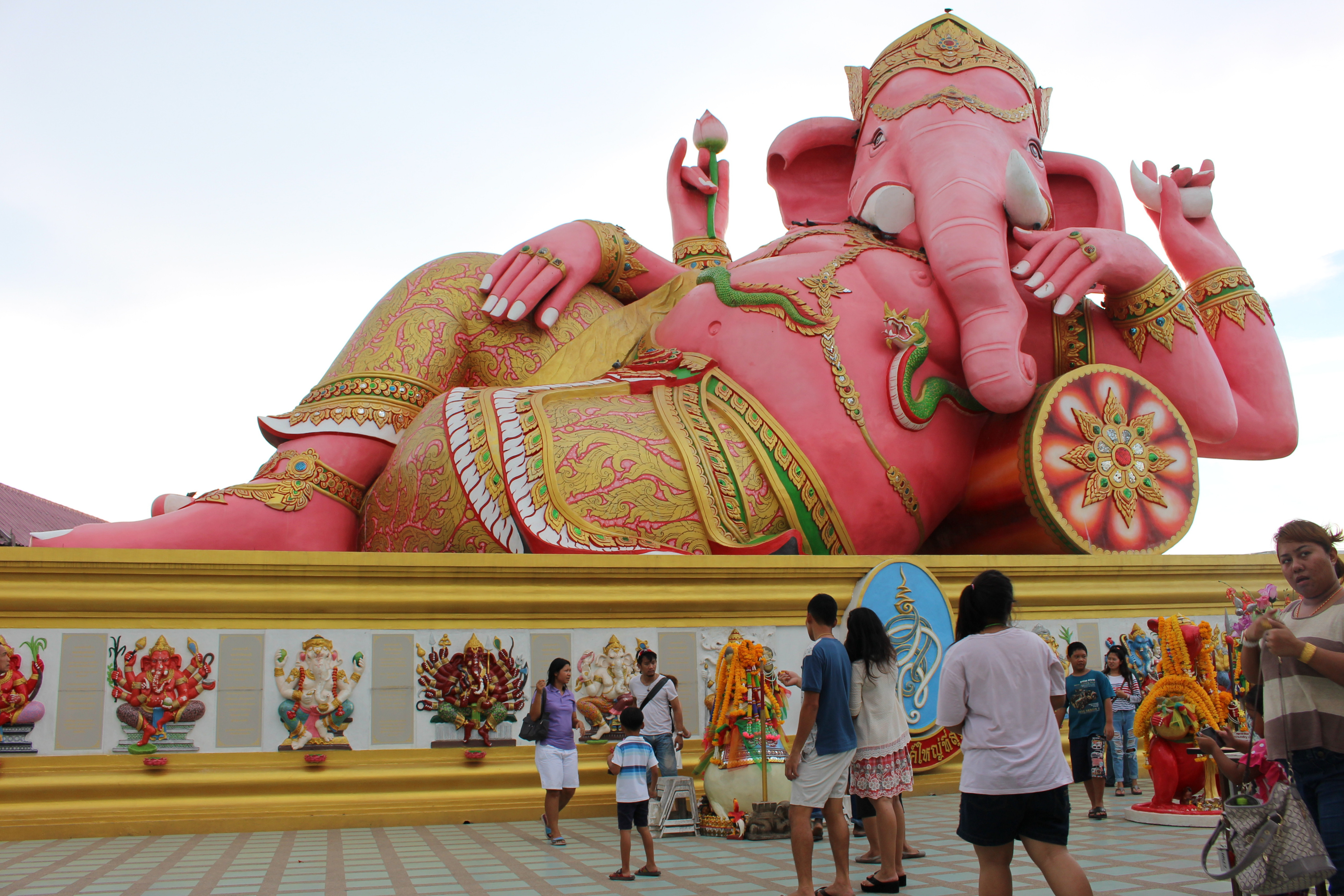
Statue contemporaine de Khanet au wat Saman Rattanaram, province de Chachoengsao, Thaïlande.
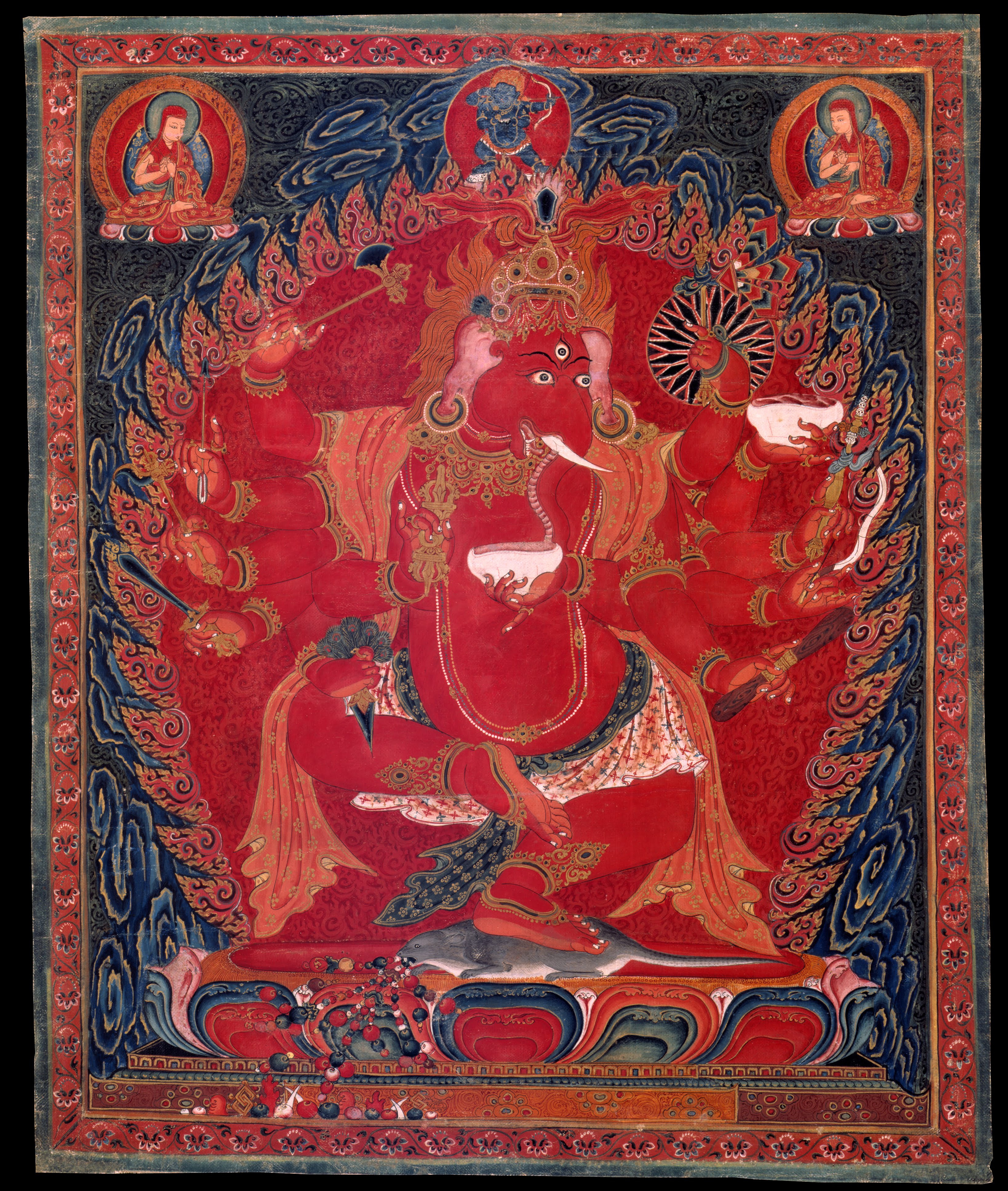
Ganesh rouge dansant, tangka tibétain du XVe siècle, Rubin Museum of Art, New York.
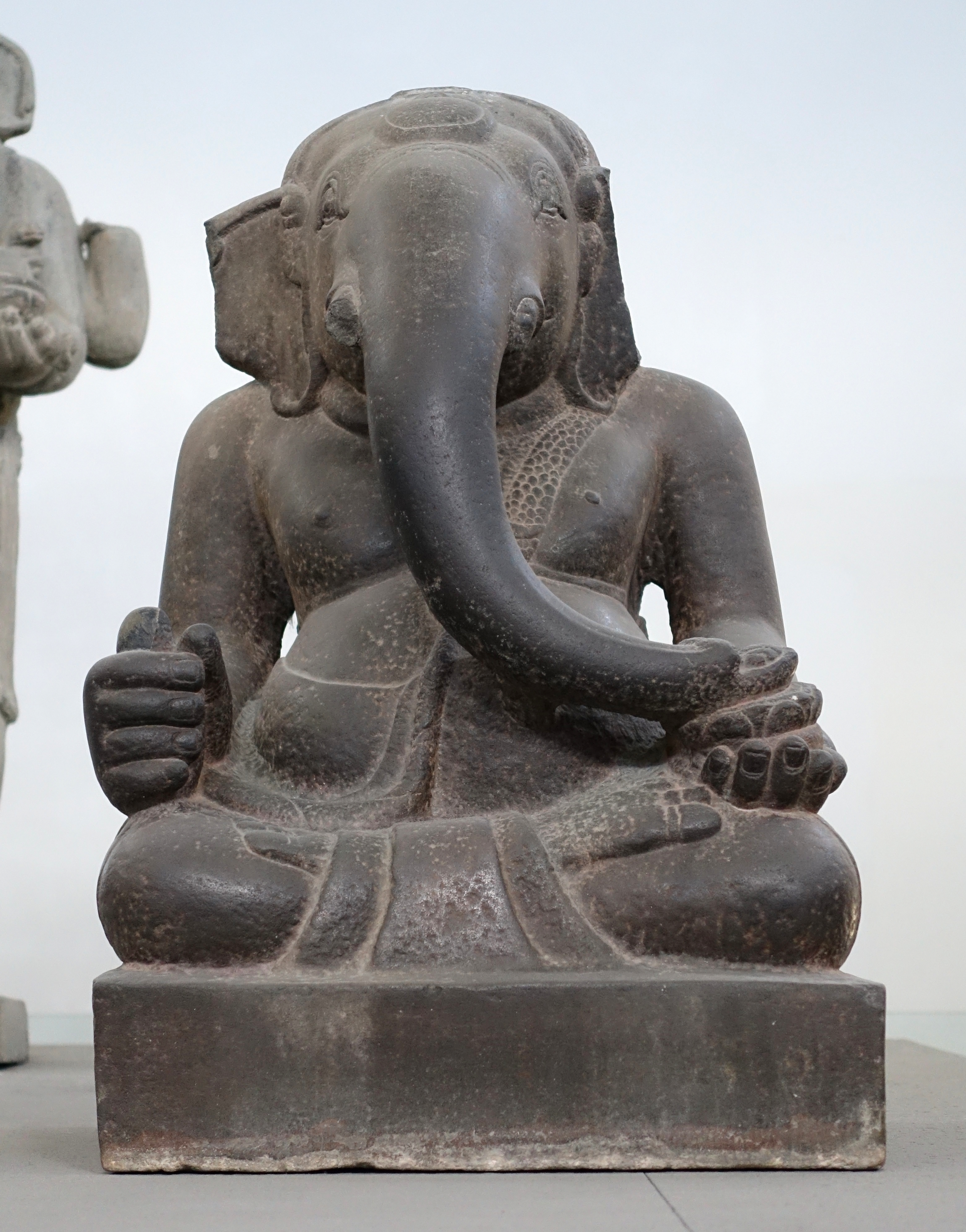
Le Ganesh assis de Mi-sön, Viêt Nam, VIIe siècle et VIIIe siècle, musée de la Sculpture cham, Da Nang.
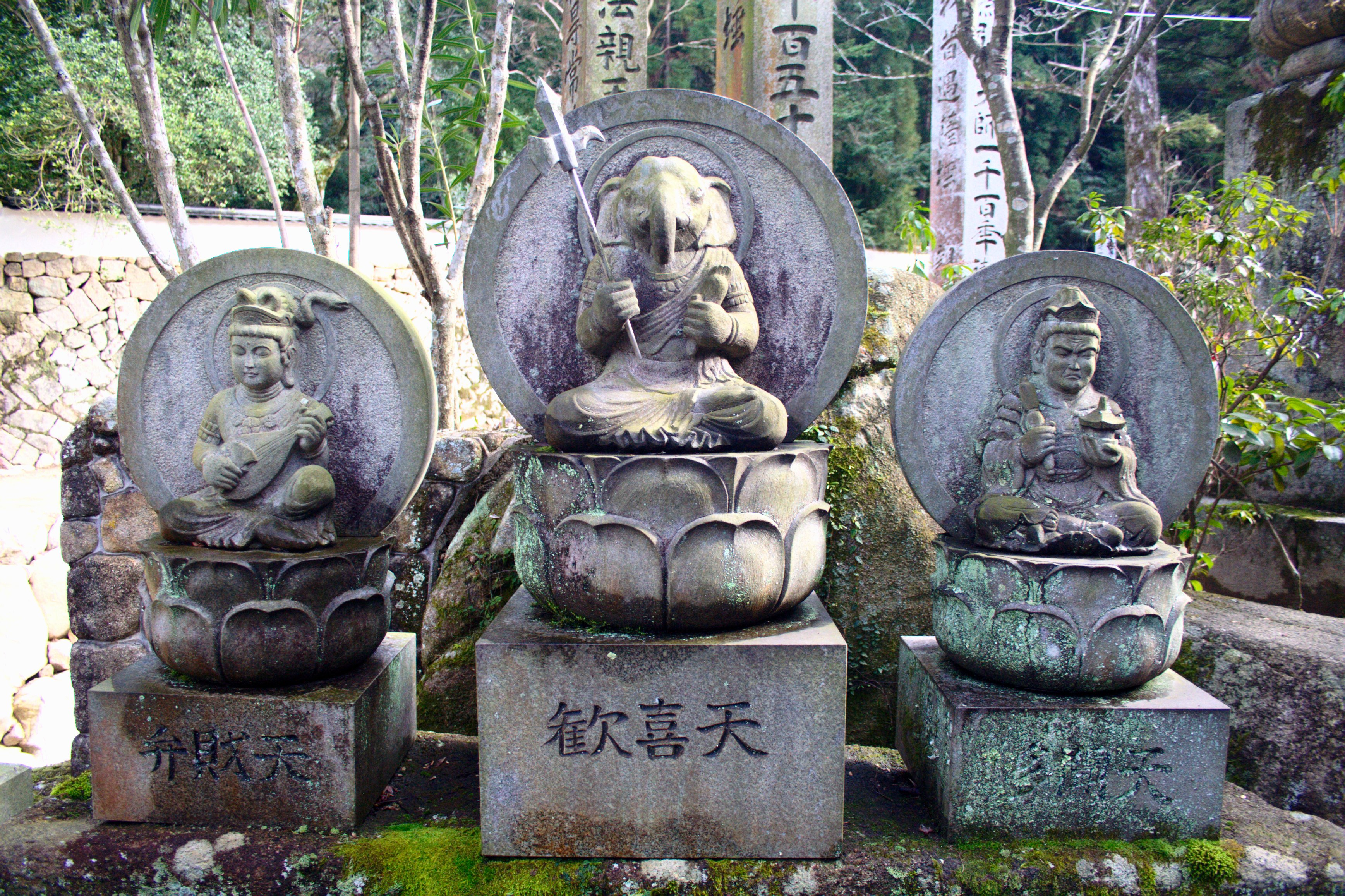
Sculpture de Kangiten au Japon, une divinité du bouddhisme japonais apparentée à Ganesh.
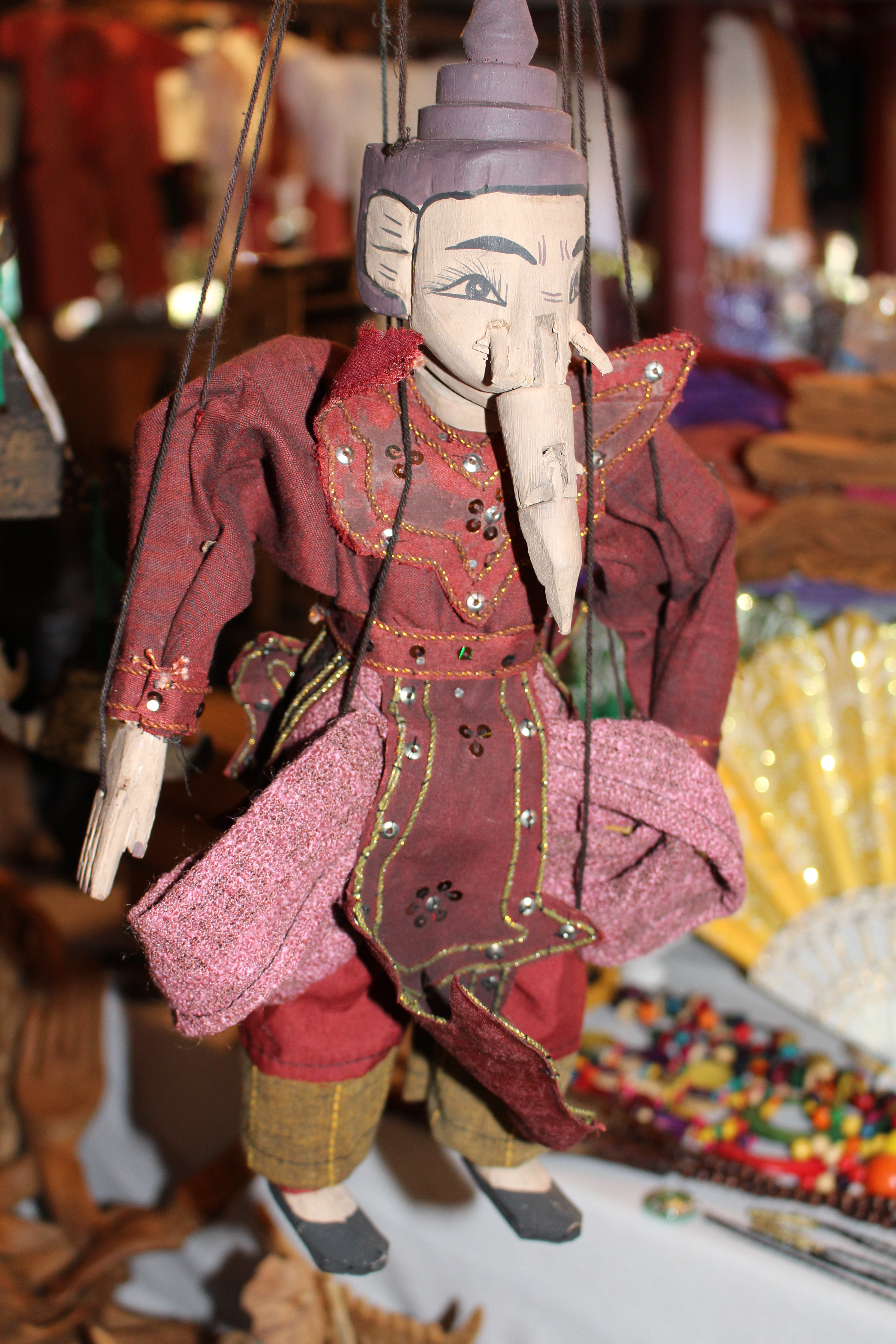
Marionnette birmane au lac Inle, représentant Vinayaka ou Maha Peinne en birman, révéré comme un Nat.
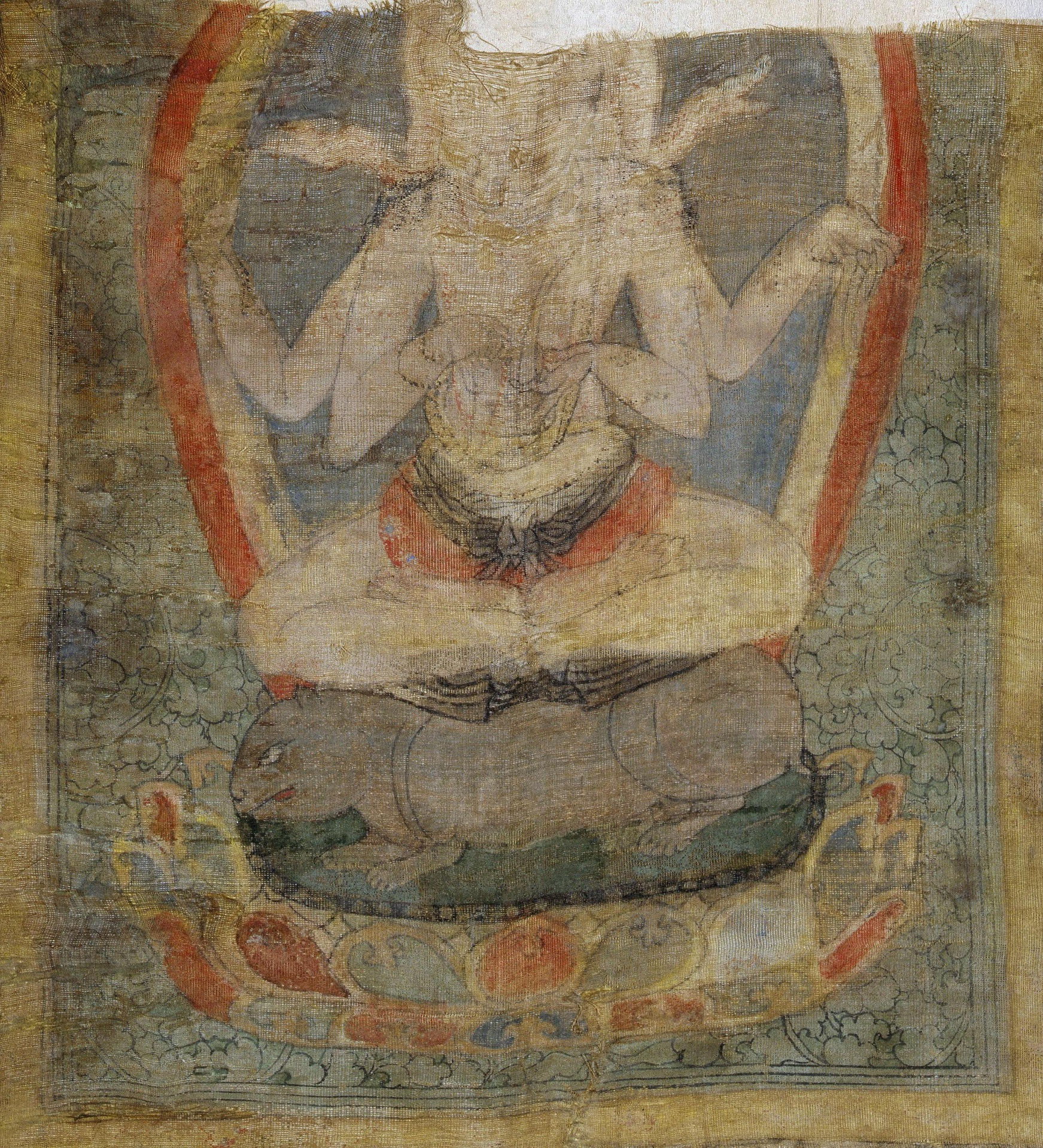
Ganapati, tangka tangoute sur soie, Khara-Khoto, XIIIe siècle, Musée de l'Ermitage, Saint-Pétersbourg.
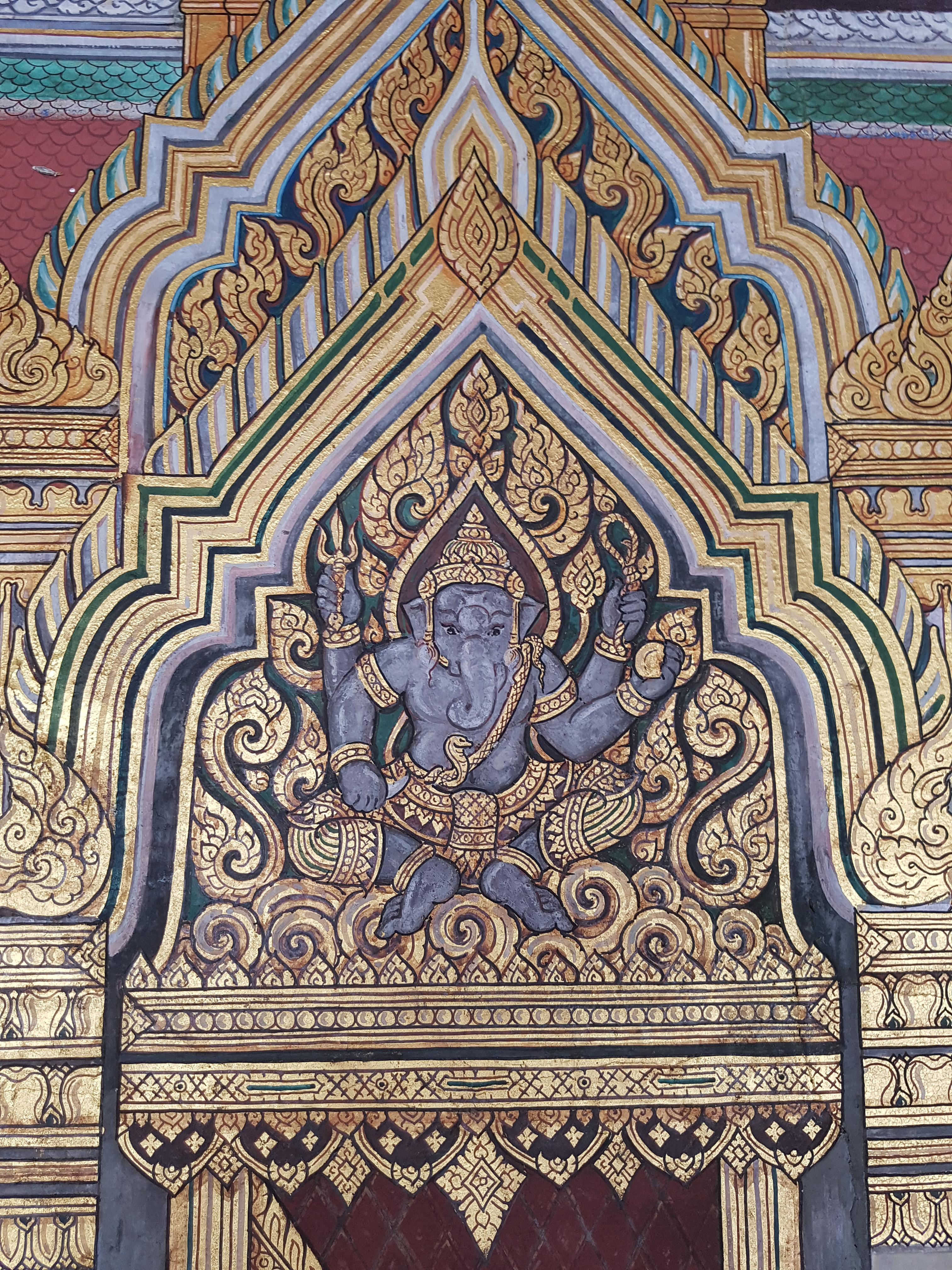
Ganesha sur le linteau d'un bâtiment royal, peinture murale au Wat Phra Kaeo, dans le cœur historique de Bangkok.
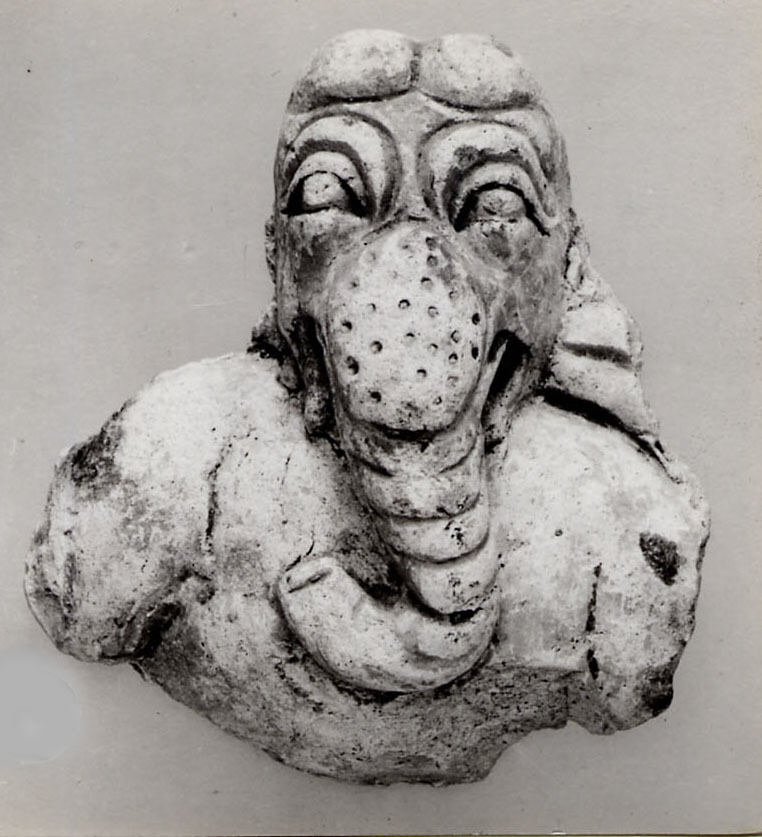
Le Ganesh de Pialma, sculpture en stuc peint, région de Khotan, VIe ou VIIe siècle, Metropolitan Museum of Art, New York.
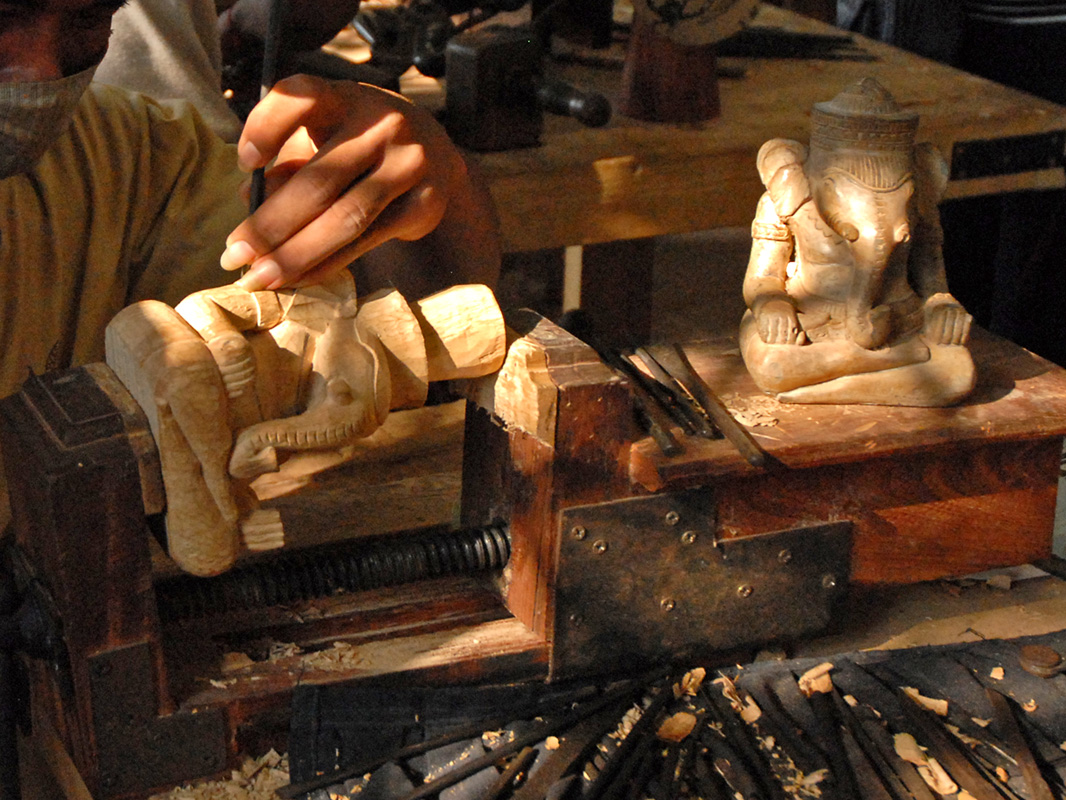
Artisan khmer réalisant des sculptures sur bois de Ganesh, à Siem Reap, Cambodge.
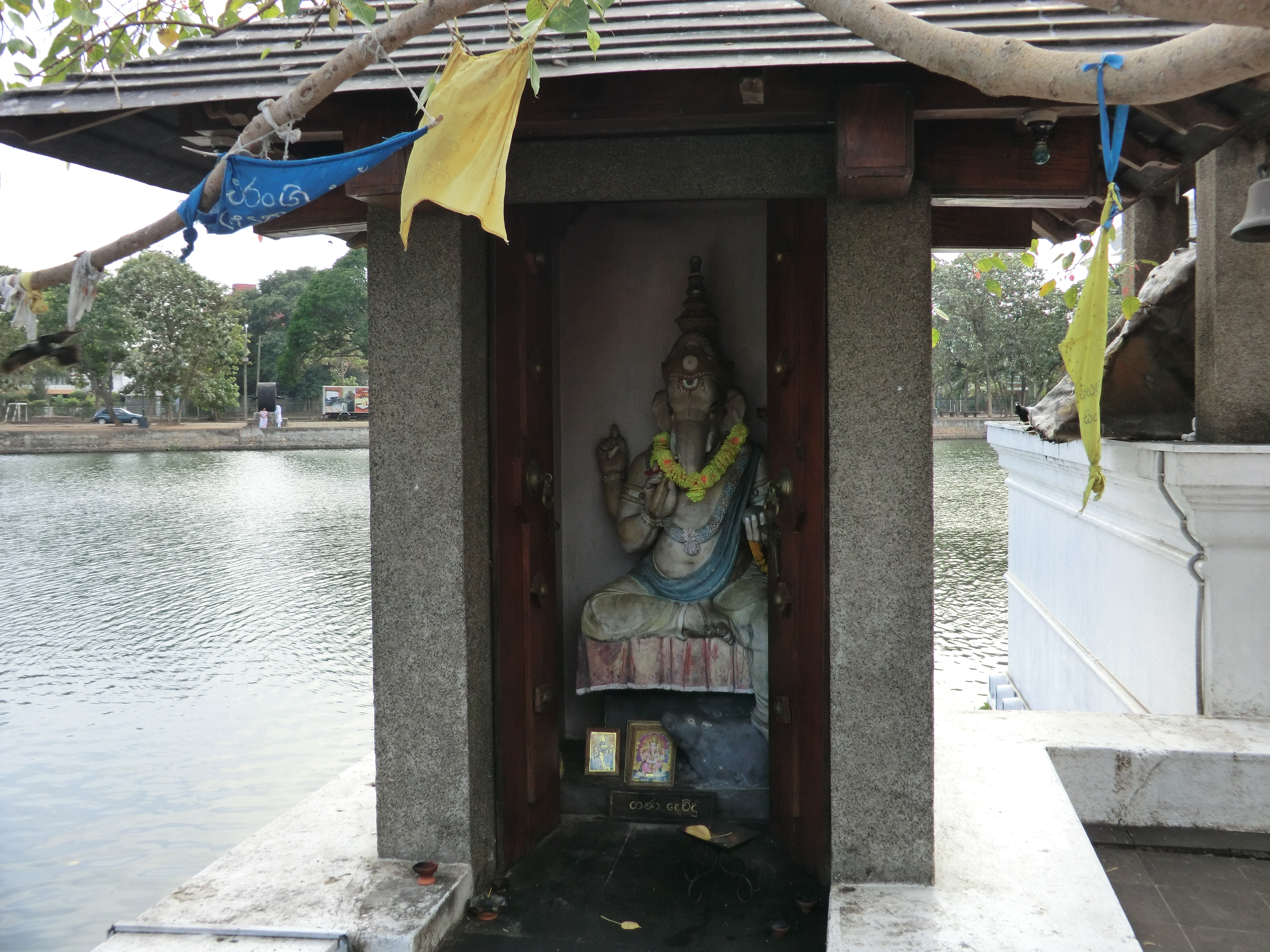
Un devale dédié à Gana deviyo, au temple de Gangaramaya à Colombo, Sri Lanka.
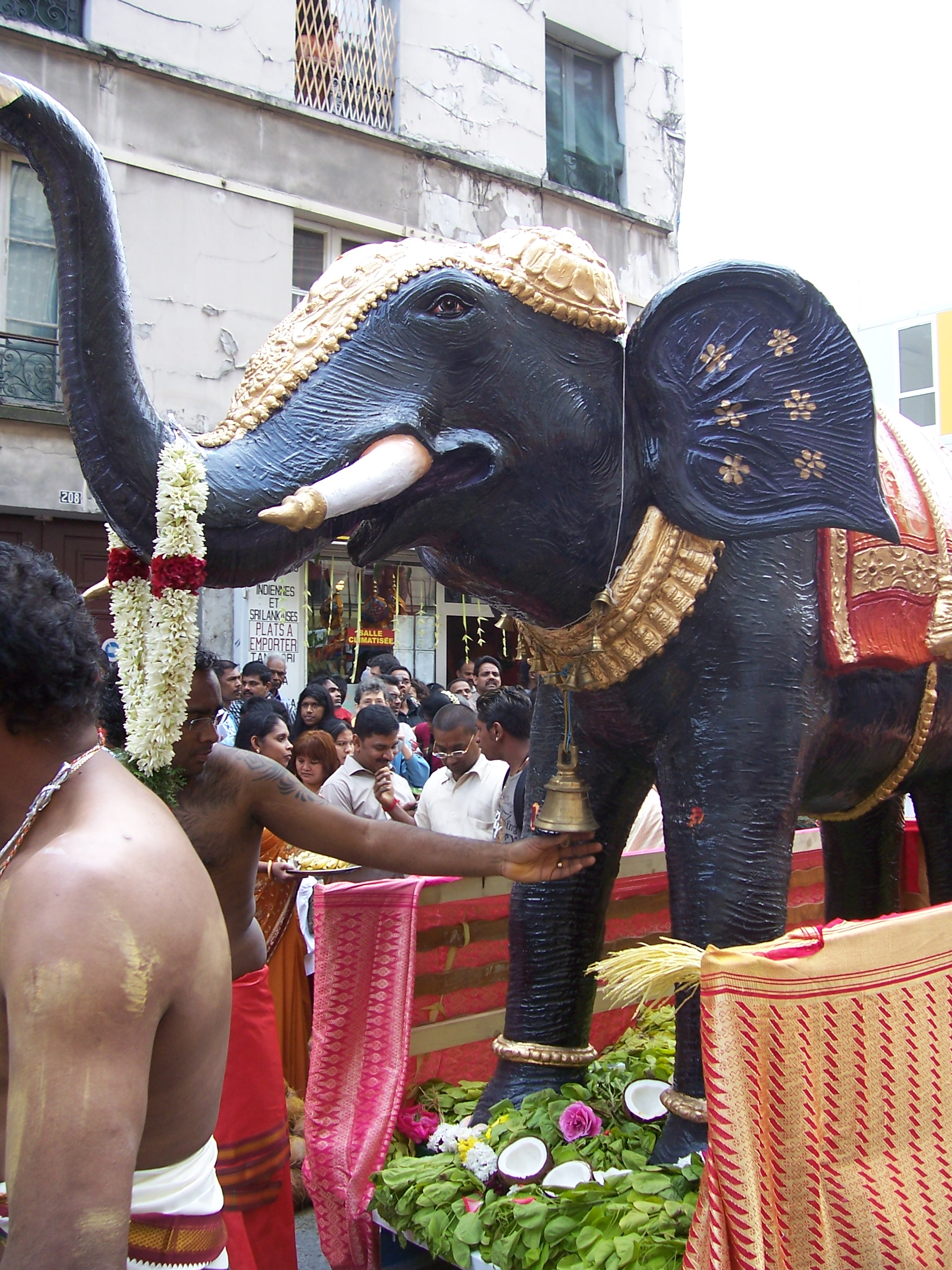
Un éléphant caparaçonné en résine lors de la procession de Ganesh à Paris.
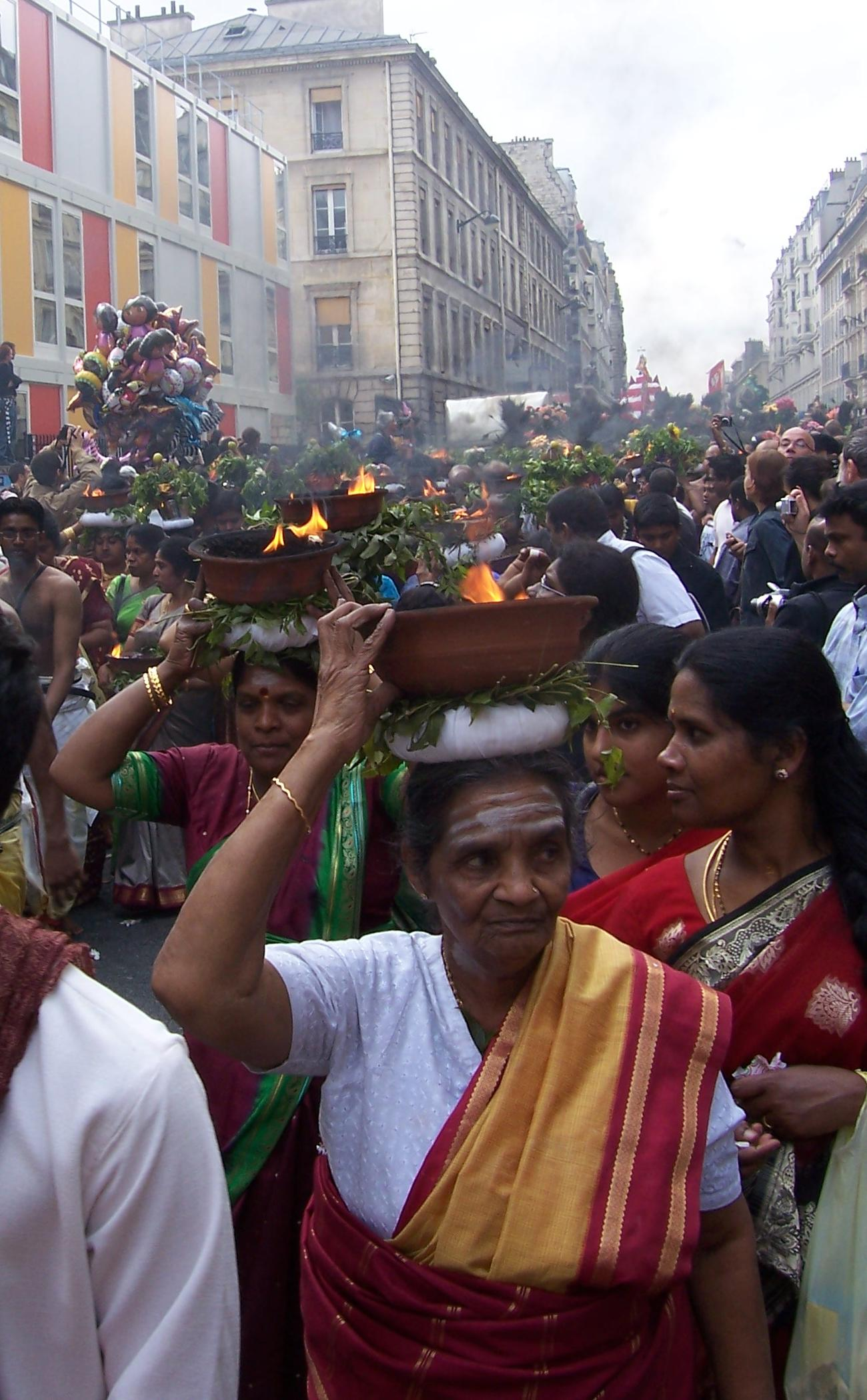
Des pénitentes en procession lors de la Fête de Ganesh à Paris.
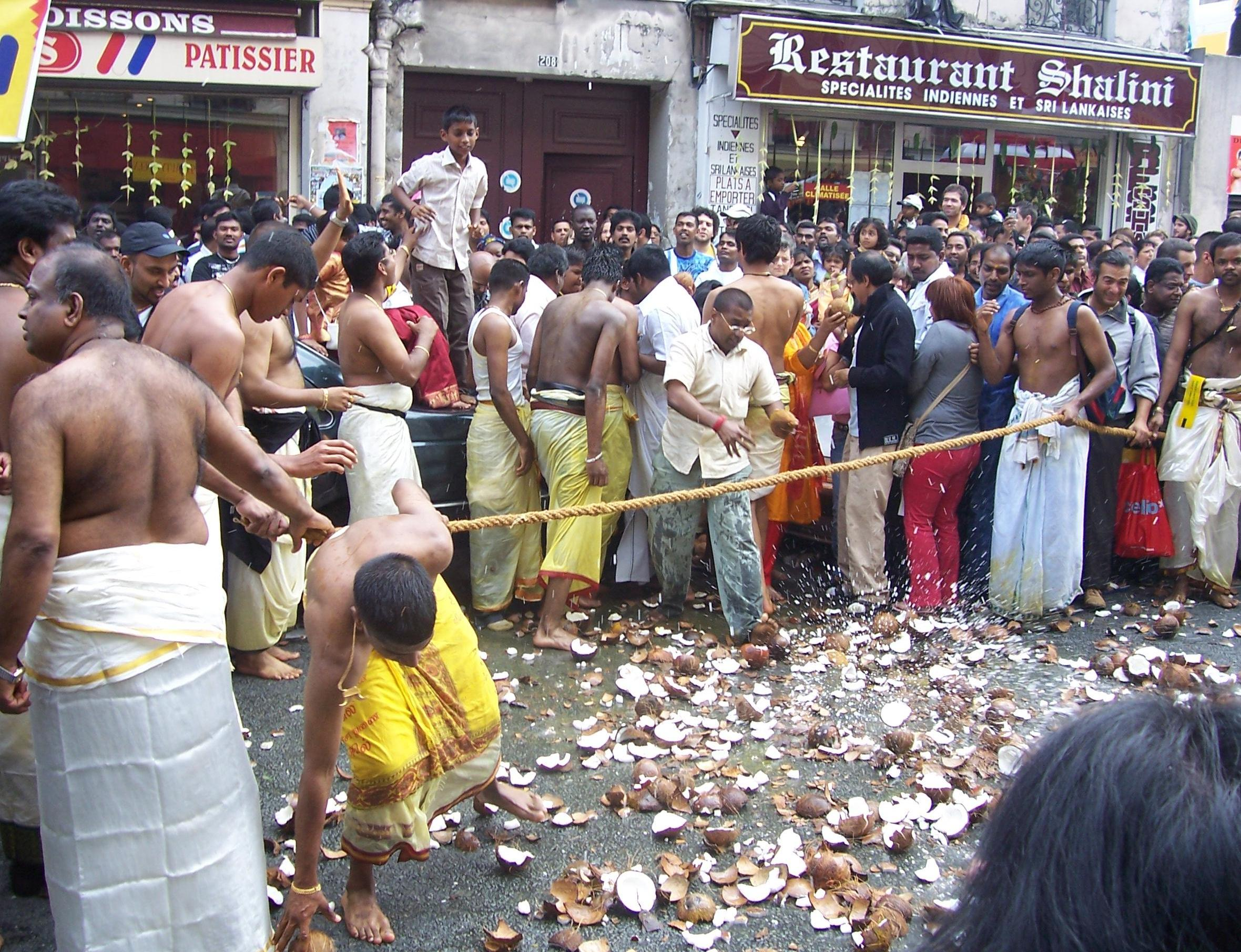
Noix de coco brisées sur le parcours de la procession de Ganesh à Paris.
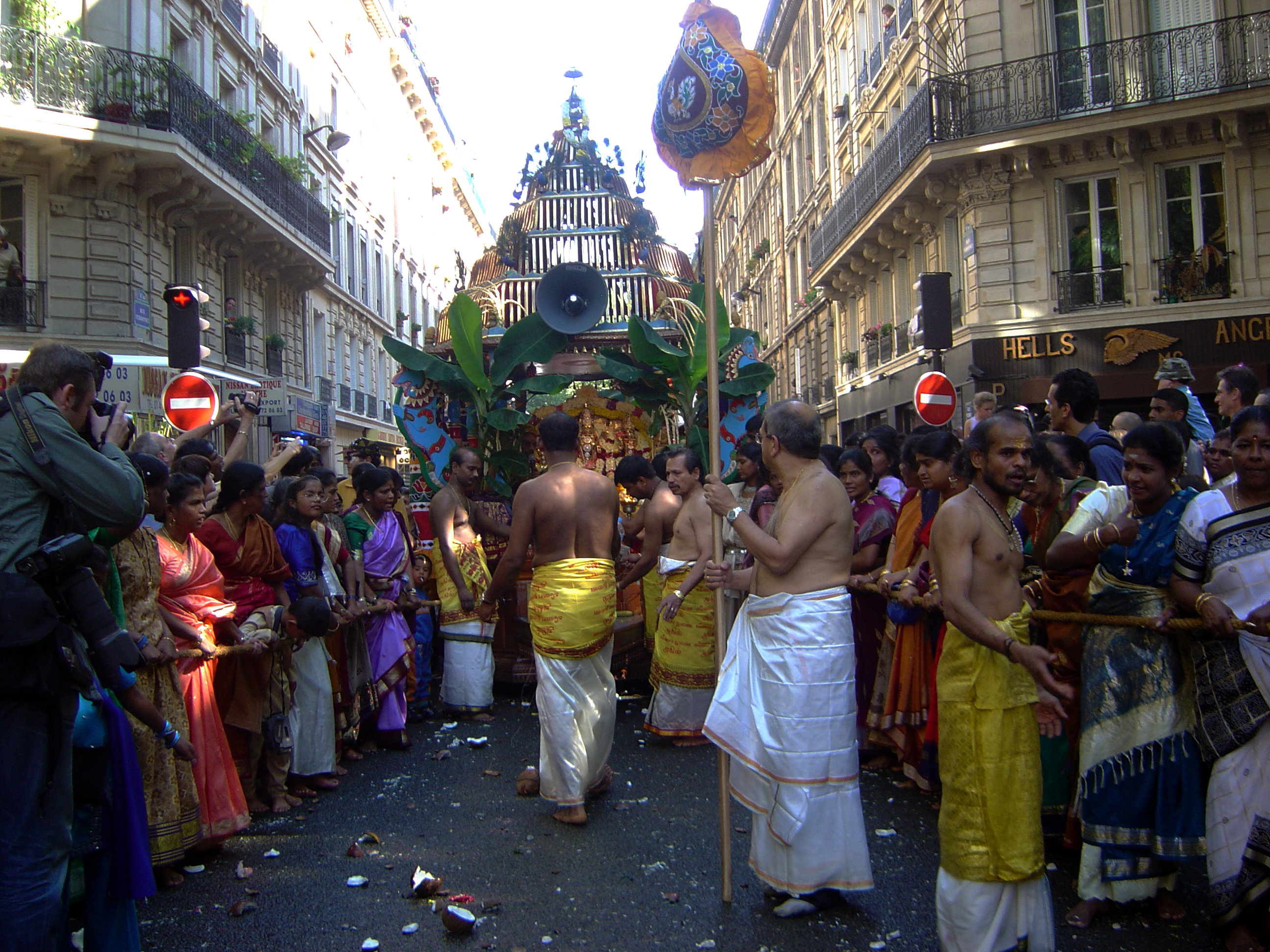
Le char de Ganesh en procession lors de la Fête de Ganesh à Paris.